# Narragansett-Pute

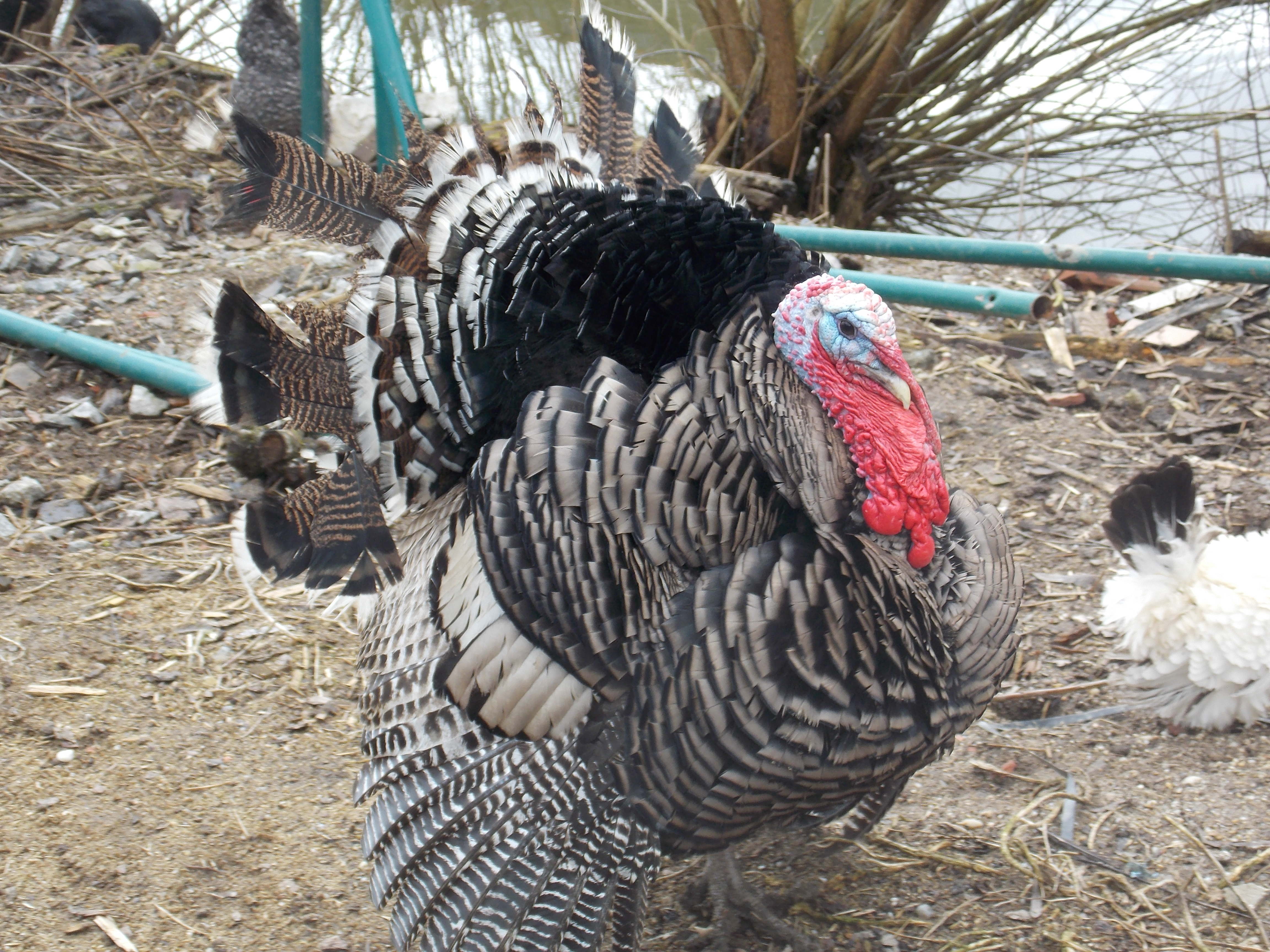
Männliche Narragansett-Pute

Die Narragansett-Pute ist eine von der Amerikanischen Wildpute abstammende Putenrasse. Der Name bezieht sich auf die Gegend, in der die Rasse gezüchtet wurde, die Narragansett Bay. Die Rasse wurde 2004 in Deutschland anerkannt.

## Beschreibung
Die Narragansett-Pute ist eine schwarz, weiß, grau und hellbraun gezeichnete Pute, ähnlich der Bronzepute. Die bei der Bronzepute vorhandenen kupfer-bronzefarbenen Anteile sind bei der Narragansett-Pute stahlgrau oder düsterschwarz. Die weißen Flügelbinden sind das Ergebnis einer Mutation, die die bronzene Färbung verdrängt hat und bei Rassen außerhalb der Vereinigten Staaten nicht bekannt. Der Schnabel ist hornfarben, der Kopf rot bis bläulich weiß und der Bart, ein Büschel verlängerter Brustfedern, schwarz. Schenkel und Füße sind lachsfarben.
Die Eier der Narragansett-Pute sind groß, gesprenkelt und von blass creme bis mittelbrauner Farbe.